# Les Rairies
Rairies – miejscowość i gmina we Francji, w regionie Kraj Loary, w departamencie Maine i Loara.
Według danych na rok 2010 gminę zamieszkiwało 890 osób, a gęstość zaludnienia wynosiła 115 osoby/km².